# Lago Verde (Chili)
Pour les articles homonymes, voir Lago Verde.
Lago Verde est une commune du Chili située dans la province de Coihaique, dans la région de Aisén. En 2002, sa population s'élevait à 854 habitants.

## Géographie
Le territoire montagneux de la commune (sommets culminant entre 1500 et 2000 mètres) se trouve divisé entre les bassins versants des río Cisnes et río Figueroa. Lago Verde se trouve à 1 205 kilomètres à vol d'oiseau au sud de la capitale Santiago et à 149 kilomètres à vol d'oiseau au nord de Coyhaique capitale de la région Aisén.

## Démographie
En 2012, la population de la commune s'élevait à 869 habitants. La superficie de la commune est de 4 560 km2 (densité de 0,2 hab./km2).

Position de Lago Verde (en rouge) au sein de la région Aisén.